# Hliniszcze (obwód brzeski)
Hliniszcze (biał. Глінішча; ros. Глинище) – wieś na Białorusi, w obwodzie brzeskim, w rejonie iwacewickim, w sielsowiecie Telechany.
W dwudziestoleciu międzywojennym folwark leżący w Polsce, w województwie poleskim, w powiecie kosowskim/iwacewickim, w gminie Telechany. Po II wojnie światowej w granicach Związku Radzieckiego. Od 1991 w niepodległej Białorusi.